# Собор Святого Георгия (Иерусалим)
Церковь св. Георгия (англ. St. George's Cathedral) — англиканский кафедральный собор в Иерусалиме, построенный в 1899 году по проекту архитектора Джорджа Джеффри. Здесь находится кафедра англиканского епископа Иерусалима. Колокольня пристроена в 1912 году и по просьбе вдовствующей королевы Александры посвящена памяти короля Эдуарда VII.
Церковь расположена примерно в двухстах метрах от Садовой могилы, гробницы, что является популярным местом для англиканского и протестантского паломничества и поклонения.
На территории собора имеется ботанический сад с растениями, упомянутыми в Библии.
Израильский «атомный шпион» Мордехай Вануну после освобождения из тюрьмы проживает на территории церкви.